# 仁济路
仁濟路是广东省廣州市越秀區的一條南北走向的道路，位於一德路以南，沿江西路以北。長410米，寬8米。

## 歷史
1882年，六位博濟醫院的華人醫生每人出資一百元（銀元），委託一位四邑人羅開泰在仁濟路怡和大街開設泰安大藥房，此是史上華人開設的第一家西藥房。
1921年，市政府拆仁濟大街建成仁濟路，取名自光緒六年由美國长老会傳教士兴建的仁濟堂，以醫藥傳道而出名。該教堂幾經擴大後，曾成爲全市最大的教堂。

## 特色
在仁濟西路附近，曾經有一個專門為洋行製作傢私的木匠廣場，店鋪多達七十多家。後十三行被大火焚毀，仁濟西路的木匠廣場，也隨著十三行的退場而消失了。到清末民初，這一帶轉變為南北藥材市場。
現時仁濟路鄰近十三行和廣州珠江昔日的長堤商業圈，加上新建的廣州市兒童公園，平日車水馬龍。仁濟路每天都有天光墟，而道路兩旁也有較多小食店和販賣祭祀用品、乾果海味的商店。

## 與之交匯道路
道路顺序由北往南排列
- 一德路
- 仁濟西路
- 西濠二馬路
- 沿江西路

## 兩旁的主要建築物/機構
由北往南排列
- 廣州市兒童公園
- 中山大學孫逸仙紀念醫院

## 交通
巴士
- 一德西站
- 愛群大廈站

地鐵
- 廣州地鐵六號綫一德路站

1. ↑  . 信息时报. 2014-02-17. （原始内容存档于2017-11-14）.
2. ↑  . 廣州文史. （原始内容存档于2017-11-14）.